# Skośnik zbożowiaczek
Skośnik zbożowiaczek (Sitotroga cerealella) – gatunek ćmy, powszechnie uważanej za szkodnika. Żywi się produktami zbożowymi. Gatunek kosmopolityczny, wskutek zawleczenia przez człowieka występuje na wszystkich kontynentach poza Antarktydą.

## Wygląd
Rozpiętość skrzydeł tego owada wynosi od 10 do 16 mm, a długość ciała ok. 6 mm. Skrzydła, zarówno tylne jak i przednie, ma wąskie i ostro zakończone.

## Długość życia
Dorosły osobnik żyje około dwa miesiące.

## Rozmnażanie
Samica składa około trzystu jaj bezpośrednio na zboże. Te mają wymiary ok. 0,6 × 0,3 mm. Gąsienica po wykluciu ma wielkość około 1 mm.